# Vincelles (Yonne)
Vincelles ist eine französische Gemeinde mit 910 Einwohnern (Stand: 1. Januar 2022) im Département Yonne in der Region Bourgogne-Franche-Comté (vor 2016 Bourgogne); sie gehört zum Arrondissement Auxerre und zum Kanton Vincelles. Die Einwohner werden Vincellois genannt.

## Geographie
Vincelles liegt etwa 15 Kilometer südsüdöstlich von Auxerre an der Yonne, die die Gemeinde im Nordosten begrenzt. Durch die Gemeinde führt der Canal du Nivernais. Umgeben wird Vincelles von den Nachbargemeinden Escolives-Sainte-Camille im Norden und Nordwesten, Vincelottes im Nordosten, Irancy im Osten und Nordosten, Cravant im Osten, Bazarnes im Süden und Südosten, Val-de-Mercy im Südwesten sowie Coulanges-la-Vineuse im Westen.

## Bevölkerungsentwicklung
| Jahr                       | 1962 | 1968 | 1975 | 1982 | 1990 | 1999 | 2006 | 2018 |
| Einwohner                  | 692  | 728  | 727  | 749  | 826  | 841  | 941  | 917  |
| Quellen: Cassini und INSEE |      |      |      |      |      |      |      |      |

## Verkehr
Vincelles liegt an der Bahnstrecke Laroche-Migennes–Cosne und wird von Regionalverkehrszügen des TER Bourgogne-Franche Comté bedient.

## Sehenswürdigkeiten
- Kirche Notre-Dame-de-l’Assomption, seit 1941 Monument historique

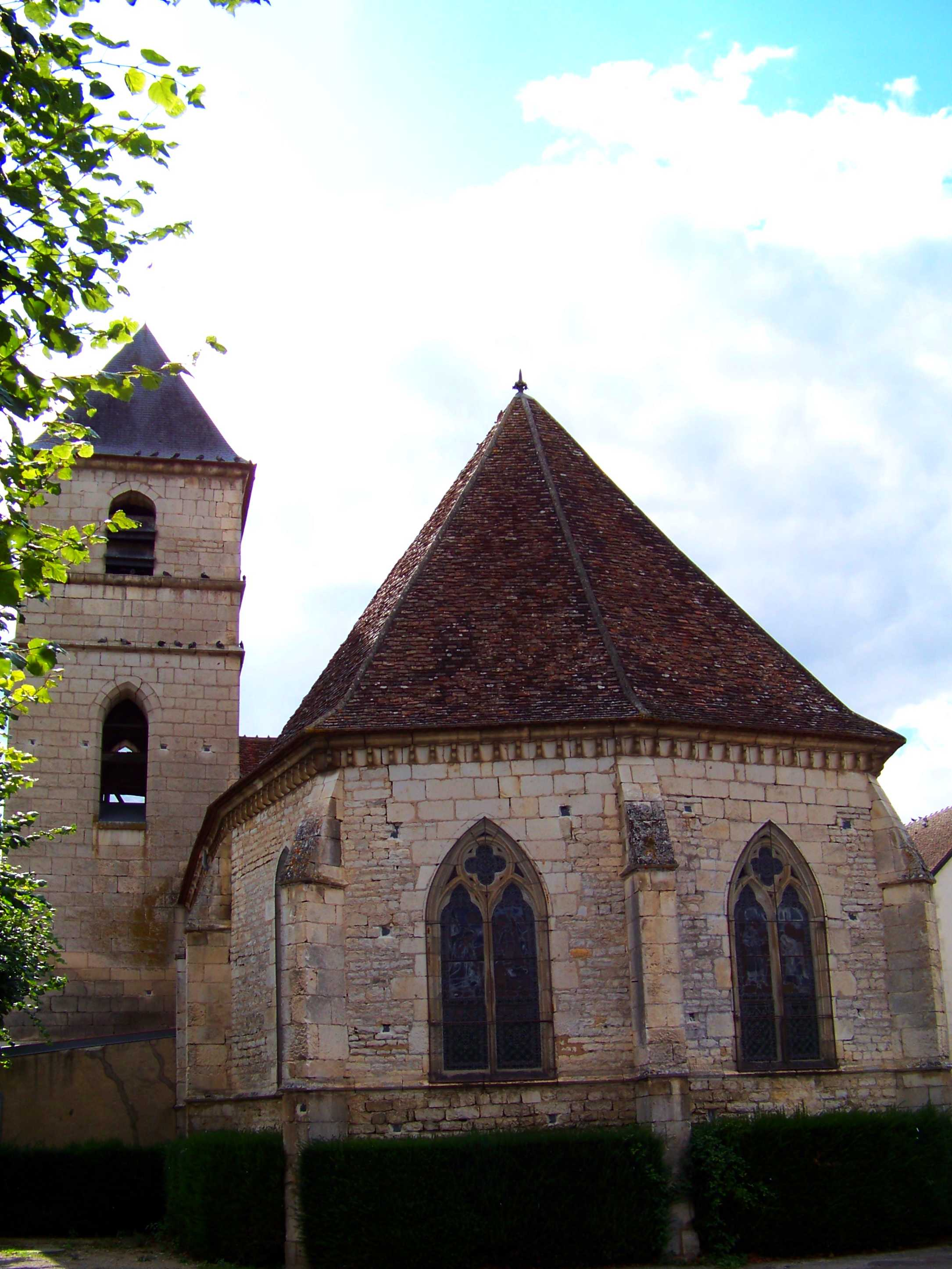
Kirche Notre-Dame-de-l’Assomption